# 聖經新漢語譯本
《聖經新漢語譯本》是由漢語聖經協會出版的聖經漢語譯本，其翻譯工作在1993年開始，2003年出部分試讀版，是被歸類為1970年代後由聖經讀經會資助翻譯出版的漢語聖經之一，新約部份於2010年出版，而舊約部份的摩西五經於2014年出版，其餘部份則仍在進行翻譯。

## 簡介
《聖經．新漢語譯本》是直接由《聖經》原文希伯來文、亞蘭文及希臘文全新翻譯成現代漢語的聖經譯本，匯集了世界各地眾多華人聖經學者，翻譯專家及語文專家，用心翻譯而成的心血結晶。《聖經．新漢語譯本》將最新的考古學和聖經研究成果結合在新的譯文裏面，務求呈現原文面貌，採用現代人的語文，將聖經含義的豐富和神髓，準確無誤地表現出來，除在譯文上力求精準流暢，也加入了原文翻譯的註釋，提供翻譯上的考量和參考。